# Diagnosi (tassonomia)
In tassonomia la diagnosi è una descrizione scritta di una specie o di altri taxa che la valga a distinguere da tutte le altre. In particolare, una descrizione scritta, originariamente in latino, e pubblicata.
Il termine, dal latino diagnōsis, attraverso il greco antico διάγνωσις (diágnōsis, da διαγιγνώσκειν: diaghignóskein, capire), è la procedura di ricondurre a una categoria un fenomeno o un gruppo di fenomeni, dopo averne considerato ogni aspetto. Il processo diagnostico sfrutta in qualche modo concetti riconducibili al teorema di Bayes, intuitivamente o esplicitamente.
Inizialmente Aristotele utilizzò alcuni caratteri animali, particolarmente utili, per la diagnosi tassonomica, ovvero per decidere a quale raggruppamento appartenesse una determinata creatura, questo diversamente da Platone, che aveva teorizzato l'individuazione di un unico rappresentativo carattere per l'assegnazione ad una determinata categoria dei viventi.